# Stary cmentarz żydowski w Płocku
Stary cmentarz żydowski w Płocku – kirkut w Płocku, znajdujący się przy ul. 3 Maja. Powstał przypuszczalnie około 1570. Cmentarz zajmował powierzchnię około 1,8 ha. Niemieccy narodowi socjaliści przekształcili teren cmentarza w park, natomiast większość nagrobków wykorzystali do brukowania ulic. Gdy ukazało się zarządzenie o likwidacji cmentarza, grupa Żydów udała się na cmentarz i wykopała szczątki Rabi Zysze Płockera, zmarłego przed 103 laty. Szczątki cadyka owinęli tałesem i pochowali na nowym cmentarzu. Tam również zakopali sprofanowane rodały. Po wojnie władze wydały zgodę na wzniesienie na terenie cmentarza Liceum Ogólnokształcącego im. Władysława Jagiełły.